# Shopping Center Um
O Shopping Center Um é o primeiro shopping de Fortaleza. Foi inaugurado em 1974, com entrada pela Avenida Santos Dumont e tinha como loja âncora o supermercado "Jumbo". Tinha dois cinemas, estacionamento no sub-solo e mais de 40 lojas e lanchonetes. Com uma escada rolante, mas sem área climatizada, é considerado um dos principais responsáveis pela expansão de Fortaleza para a área leste do município em detrimento do centro da cidade.
O shopping mais antigo de Fortaleza já passou por várias reformas e modernização. Foi instalada uma segunda escada rolante de acesso ao segundo pavimento e a teve sua área totalmente climatizada. Sua fachada para a Av. Santos Dumont foi reformulada e novas lojas no estacionamento e na parte externa foram abertas. Suas salas de cinema encontram-se fechadas desde 1994.
O Center Um é o primeiro shopping cearense da Iguatemi Empresa de Shopping Centers S.A..